# Temognatha flavomarginata
Temognatha flavomarginata es una especie de escarabajo del género Temognatha, familia Buprestidae. Fue descrita científicamente por Gemminger & Harold en 1869.